# Jacques Poitrenaud
Jacques Poitrenaud  (* 22. Mai 1922 in Lille, Frankreich; † 2. April 2005 in Poissy, Frankreich) war ein französischer Filmregisseur, Filmschauspieler, Drehbuchautor, Filmeditor, und Filmkurator.

## Leben und Wirken
Poitrenaud begann seine berufliche Karriere gleich nach dem Zweiten Weltkrieg und arbeitete zunächst als Regieassistent und Editor Schnittmeister mit Regisseuren wie Marcel Blistène, Ludwig Berger, Luciano Emmer, Michel Boisrond, Jacqueline Audry und Roger Vadim zusammen.
Ab 1956 konnte Poitrenauds Kurzfilme inszenieren; die gesamten 1960er Jahre war er als Langfilm-Regisseur tätig. Sein bevorzugtes Genre wurde der heitere Stoff, Komödien wie Die kleinen Sünderinnen, Pariserinnen und Bei Oscar ist ’ne Schraube locker locker mit Louis de Funès in der Hauptrolle erfreuten sich in der ersten Hälfte des Jahrzehnts beim Publikum einiger Beliebtheit. Später inszenierte der Filmemacher aus dem nordfranzösischen Lille auch dramatischere Geschichten.
Anschließend verließ Poitrenaud die Filmregie und hob 1973 die „Perspectives du cinéma français“ (Perspektiven des französischen Kinos) aus der Taufe, eine Untersektion der neben dem Filmfestival von Cannes laufenden „Quinzaine des réalisateurs“. Von 1984 bis 1994 leitete er das Cannes‘sche Beiprogramm Un Certain Regard.
Zeitgleich, in den 1980er und frühen 1990er Jahren, trat Poitrenaud (überwiegend gastweise) auch als Schauspieler vor der Kamera. In dieser Funktion sah man ihn unter anderem in dem in Cannes ausgezeichneten Film Ein Sonntag auf dem Lande von Bertrand Tavernier sowie in Coline Serreaus Publikumserfolgen Drei Männer und ein Baby und Milch und Schokolade. Mit seinem Kleinstauftritt in Serreaus Inszenierung Chaos beendete Jacques Poitrenaud 2001 seine aktive Tätigkeit für das Kino.

## Filmografie
Als Langfilmregisseur, wenn nicht anders angegeben:
- 1956: Saint-Germain-en-Laye, cité royale (Kurzfilm)
- 1957: Enfants, Touraine (Kurzfilm)
- 1960: Die kleinen Sünderinnen (Les portes claquent) (Co-Regie)
- 1960: Les Amours de Paris
- 1961: Pariserinnen (Les Parisiennes) (Co-Regie)
- 1962: Das Mädchen Ariane (Strip-tease)
- 1963: L'Inconnue de Hong Kong
- 1964: Du grabuge chez les veuves
- 1964: Bei Oscar ist ’ne Schraube locker (Une souris chez les hommes)
- 1965: Monsieur Max und die Millionen (La Tête du client)
- 1966: Pokerspiel um vier Damen (Carré de dames pour un as)
- 1968: Der verflixte Großvater (Ce sacré grand-père)
- 1969: Qu'est-ce qui fait courir les crocodiles ?
- 1971: Mendiants et Orgueilleux (auch Produktion)
- 1975: Die Schiffbrüchigen der Schildkröteninsel (Les Naufragés de l'île de la Tortue) (nur Produktion)